# BMW S50
BMW S50 – silnik BMW produkowany w trzech wersjach:

## S50 B30
| Liczba cylindrów           | 6                                      |
| Średnica cylindrów         | 86 mm                                  |
| Skok tłoka                 | 85,8 mm                                |
| Pojemność                  | 2990 cm3                               |
| Stopień sprężania          | 10,8:1                                 |
| Moc maksymalna             | 210 kW (285,6 KM) przy 7000 obr./min   |
| Obroty maksymalne          | 7000 obr./min (chwilowe 7280 obr./min) |
| Maksymalny moment obrotowy | 320 Nm przy 3600 obr./min              |

## S52 B30 US
| Liczba cylindrów           | 6                                    |
| Średnica cylindrów         | 86 mm                                |
| Skok tłoka                 | 85,8 mm                              |
| Pojemność                  | 2990 cm3                             |
| Stopień sprężania          | 10,5:1                               |
| Moc maksymalna             | 176 kW (239,4 KM) przy 6000 obr./min |
| Obroty maksymalne          | 6800 obr./min                        |
| Maksymalny moment obrotowy | 305 Nm przy 4250 obr./min            |

## S50 B32 - 326S1 (Z3)
| Liczba cylindrów           | 6                                      |
| Średnica cylindrów         | 86,4 mm                                |
| Skok tłoka                 | 91 mm                                  |
| Pojemność                  | 3201 cm3                               |
| Stopień sprężania          | 11,3:1                                 |
| Moc maksymalna             | 236 kW (321 KM) przy 7400 obr./min     |
| Obroty maksymalne          | 7400 obr./min (chwilowe 7600 obr./min) |
| Maksymalny moment obrotowy | 350 Nm przy 3250 obr./min              |